# Gentianella caucasea
Gentianella caucasea är en gentianaväxtart som först beskrevs av Loddiges och John Sims, och fick sitt nu gällande namn av J. Holub. Gentianella caucasea ingår i släktet gentianellor, och familjen gentianaväxter. Inga underarter finns listade i Catalogue of Life.